# Mahnmal (Karlsaue)

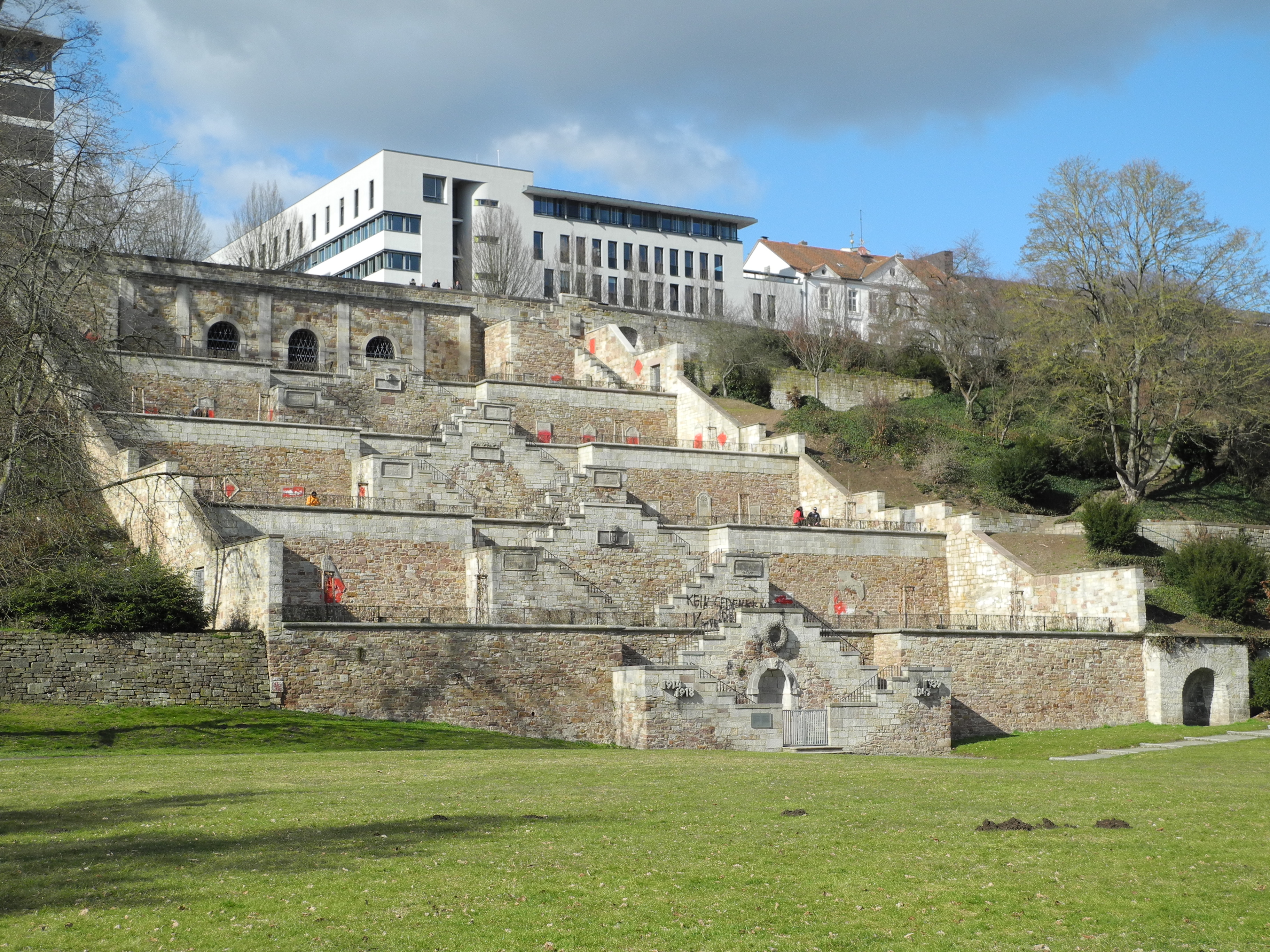
Die Gedenkstätte von unten gesehen

Das Mahnmal in der Karlsaue (offiziell „Gedenkstätte für die Gefallenen und Opfer des Ersten und Zweiten Weltkriegs“ und zur Zeit seiner Erstellung bis 2022 durch einen Beschluss der Hessische Ministerin für Wissenschaft und Kunst „Kurhessisches Ehrenmal“) wurde zum Gedenken an die gefallenen Soldaten des Ersten Weltkriegs errichtet. Es befindet sich in einem Hang am Rande der Kasseler Karlsaue und verbindet diese mit der Straße „Schöne Aussicht“. Die Anlage wurde 1928 offiziell eingeweiht. Nach dem Zweiten Weltkrieg wurden auch dessen Gefallene ins Gedenken einbezogen.

## Bezeichnung
Seit einigen Jahren wird das Ehrenmal entweder in Anführungsstriche gesetzt oder – bis zum 30. September 2022 – distanziert als 'historisches Ehrenmal' (Land Hessen und Stadt Kassel auf der Infotafel) bezeichnet. Der zuständige Ortsbeirat Südstadt forderte Anfang 2018 einstimmig, dass für das Ehrenmal eine andere Bezeichnung gefunden werden müsse. Am 30. September 2022 hat die Hessische Ministerin für Wissenschaft und Kunst, Angela Dorn, erklärt, dass die Gedenkstätte künftig konsequent als Mahnmal und nicht als Ehrenmal bezeichnet wird.

## Gestaltung
Ursprünglich befand sich auf dem Gelände ein Terrassengarten. Die vorhandenen Treppen und Stützmauern wurden renoviert. Auf der oberen Terrasse wurde eine Grotte zur Aufnahme einer Plastik von Hans Sautter installiert. Dargestellt ist ein athletischer junger Mann, der nackt in eine Decke eingeschlagen ist. Er liegt auf dem Rücken, sein Gesicht ist starr auf das Gewölbe gerichtet. Die Decke ist im Bereich des Oberkörpers einseitig zurückgeschlagen, auch die Füße liegen bloß.

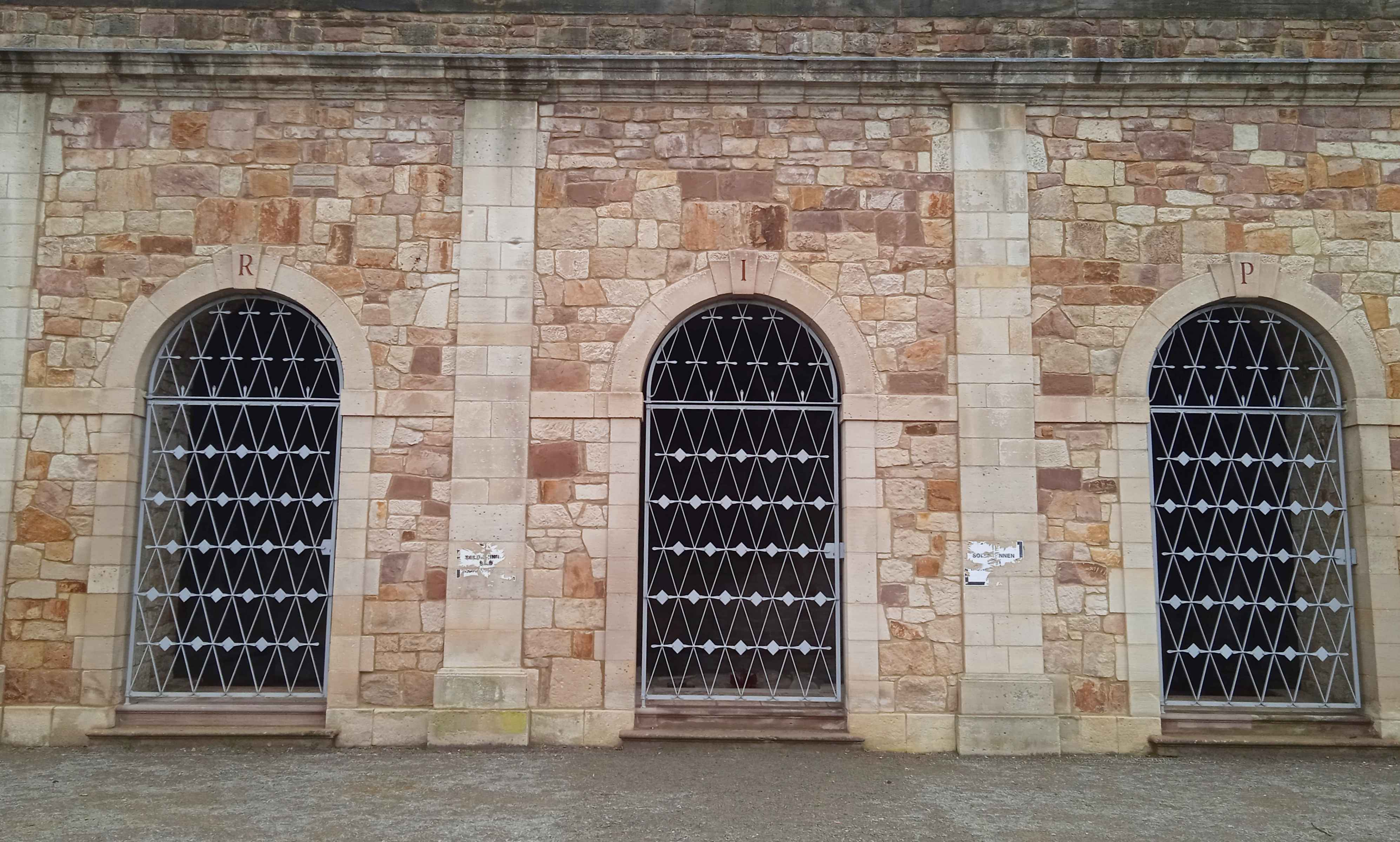
Die Halle mit der Skulptur

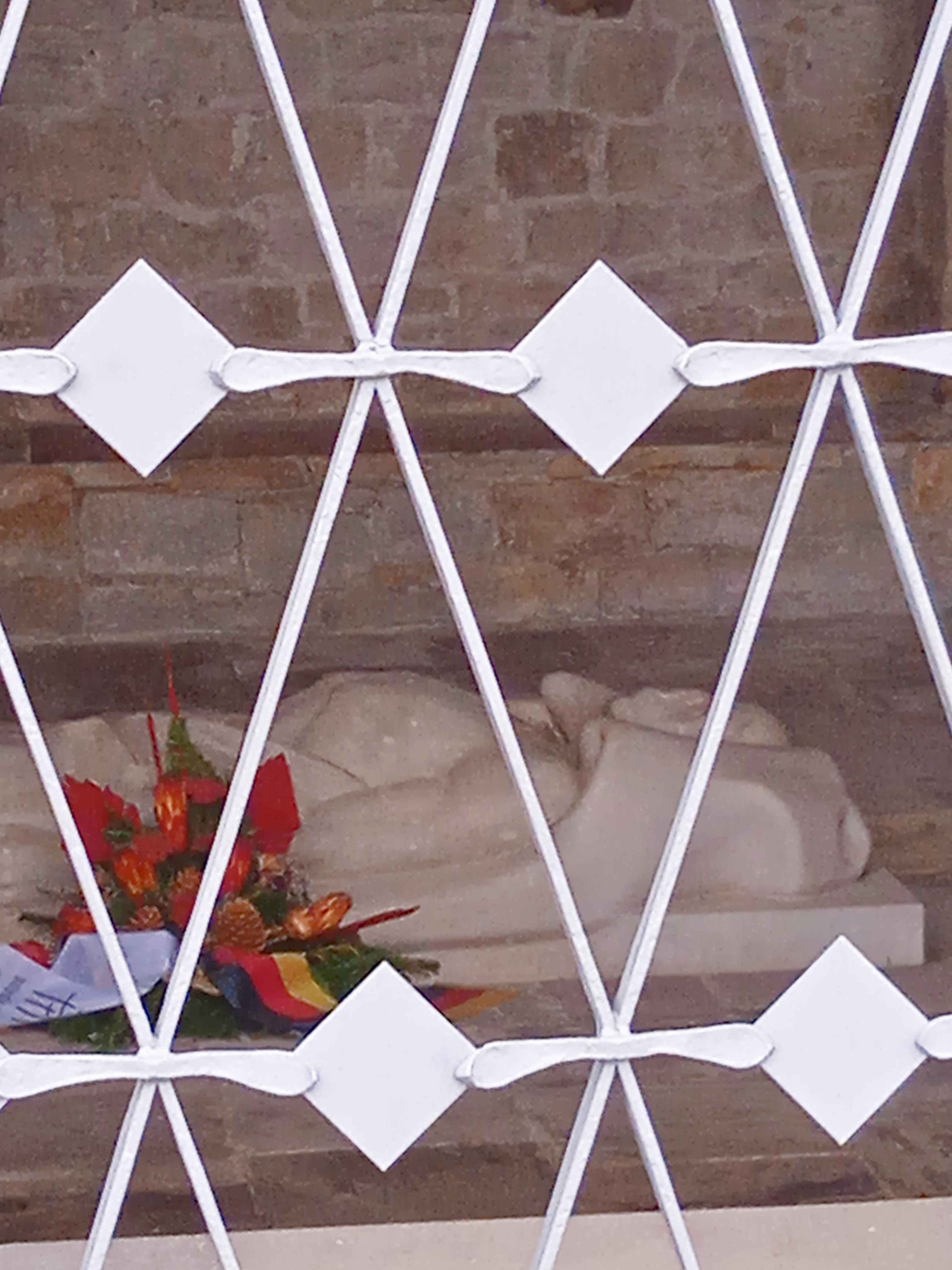
Die Skulptur von Hans Sautter

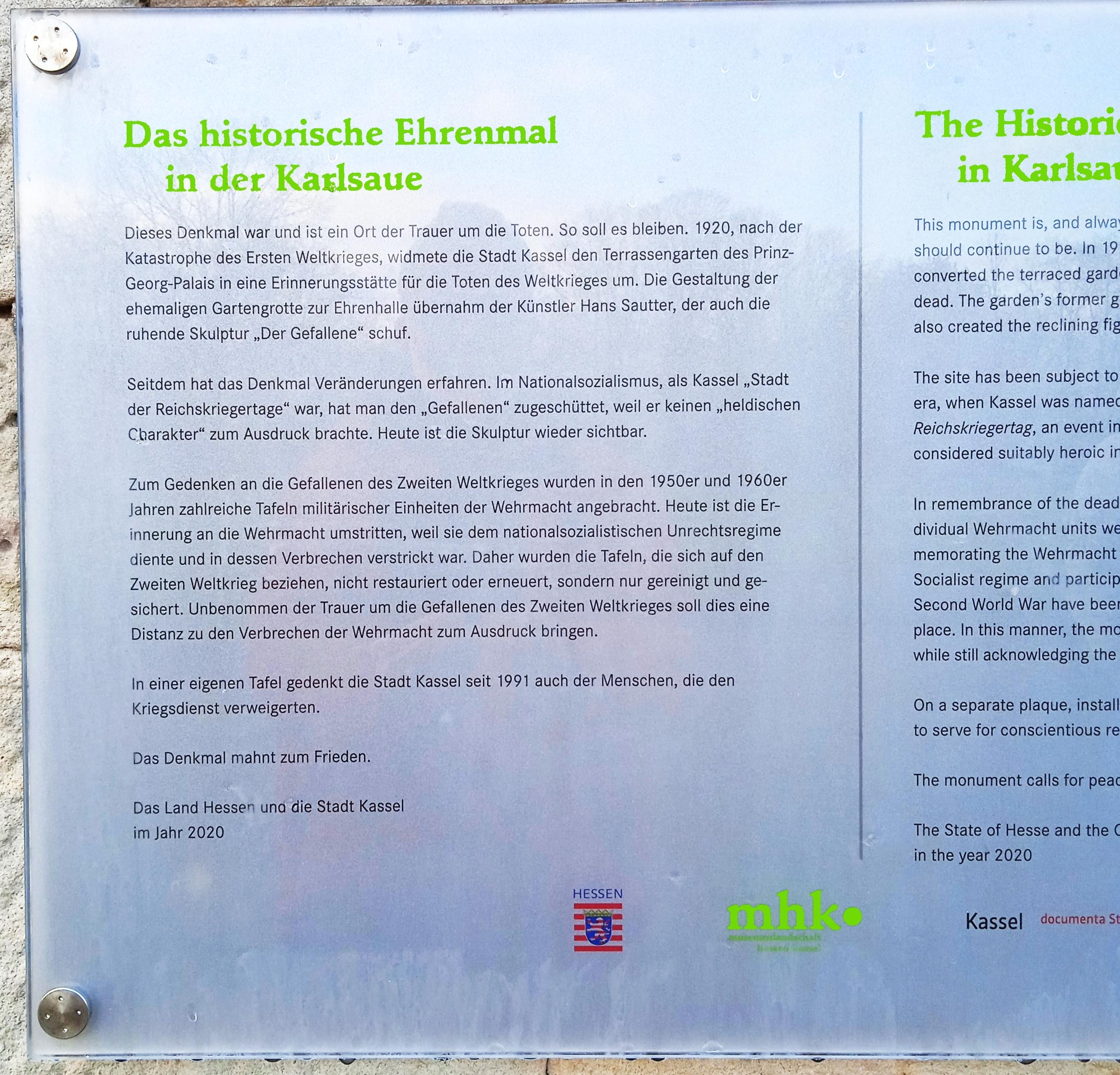
Die Infotafel des Landes Hessen und der Stadt Kassel

## Geschichte
Die Terrassenanlage wurde im ersten Viertel des 18. Jahrhunderts als barocker Obstgarten angelegt. 1920 beschloss die Stadt Kassel (damals: Cassel), diesen Garten zu einer Gefallenengedenkstätte umzubauen. Die Finanzierung war relativ unproblematisch: der Kurhessische Kriegerbund sammelte 100.000 Mark an Spendengeldern, die Stadt Kassel gab einen Zuschuss von 50.000 Mark und Sautter verzichtete auf ein Honorar.
Soldatenverbände wie der Kurhessische Kriegerbund bekamen die Erlaubnis, an den Mauern der Anlage eigene Gedenktafeln anzubringen. Heute sind die Stützmauern und Seitenwände der vier großen Terrassen mit insgesamt 92 Steintafeln, Stelen, Reliefs und einer Bronzetafel bedeckt.
In Kassel begannen die ersten politischen Vereinnahmungen kurz nach 1920 mit Beginn des Umbaus, bezogen sich aber zunächst nur auf Extrawünsche bei den Maßen und bei der Platzierung der Tafeln. Bei der ersten Einweihung der Anlage im Mai 1926 konnte der Magistrat der Stadt Kassel nicht verhindern, dass die Veranstaltung und das Denkmal zu einer Demonstration rechtskonservativer Kräfte wurde, für die es eine Frage von Macht und Einfluss war. Der Magistrat blieb den Feierlichkeiten aus Protest fern. Erst zwei Jahre später wurde das Denkmal durch den Kasseler Oberbürgermeister Herbert Stadler in Anwesenheit von republikanischen Veteranenverbänden offiziell eingeweiht. Nun boykottierten Nationalisten und Kommunisten aus unterschiedlichen Gründen die Veranstaltung.
Nach der Machtergreifung im Herbst 1933 wurde in einer von Nationalsozialisten beförderten Kampagne eine eindeutig militaristisch konnotierte Heldenverehrung und Verklärung des Soldatentums verlangt. Mit Sautters Darstellung werde man angeblich „an ein Leichenschauhaus, nicht aber an tapfere Patrioten“ erinnert. Georg Blass, der nach der Machtübernahme der NSDAP 1933 zum Nachfolger Sautters an der damaligen Staatlichen Meisterschule für das Deutsche Handwerk wurde, sagte: „Das Denkmal entspricht nicht seinem Zweck, und wie könnte es auch sein, wenn der Verfertiger Marxist oder Pazifist ist und zu einer Clique von, Gott sei Dank jetzt endgültig beseitigten, ‚Führern‘ der vergangenen, unerfreulichen und schmachvollen Epoche gehörte.“
Infolgedessen wurde die Skulptur erst mit Bohlen und später mit Steinplatten überdeckt.
In der Phase direkt nach dem Zweiten Weltkrieg war die Existenz der Gedenkstätte in der Karlsaue eine Zeit lang grundsätzlich in Frage gestellt, da der Alliierte Kontrollrat mit der Direktive Nr. 30 am 13. Mai 1946 verfügte:

„Die Zurschaustellung von Gedenksteinen, Denkmälern [u. ä.], die darauf abzielen, die deutsche militärische Tradition zu bewahren [und eine] Zurschaustellung […] von Gegenständen […] militärischen Charakters [werden untersagt und als gesetzwidrig erklärt. Sie, bzw. mindestens die anstößigen Merkmale,] sind bis zum 1. Januar 1947 vollständig zu zerstören und zu beseitigen.“

 Es ist nicht überliefert, ob versucht wurde, die Direktive in Kassel umzusetzen. Im Mai 1955 wurde die Direktive Nr. 30, die als rechtlich bindendes Gesetz verstanden wurde, außer Kraft gesetzt. Im Zuge der Vorarbeiten zur Bundesgartenschau im Jahr 1955 wurde 1954 die Abdeckung der Plastik entfernt. Die Stadt plante einen leichteren Zugang zu der Anlage sowie neue Tore in den Seitenmauern. Diese Umgestaltung musste aber aufgrund von Drohungen der Soldatenverbände gestoppt werden. Im folgenden Jahr lud der DGB zu einer Kundgebung im Ehrenmal ein, „zur Verhinderung eines neuen völkervernichtenden Krieges“. Auch gegen diese Kundgebung protestierten die Soldatenverbände vergeblich. Angeregt durch ein im Jahre 1951 stattgefundenes „Kameradschaftstreffen“ der ehemaligen Angehörigen der Panzergrenadierdivision Brandenburg und des Panzerkorps „Großdeutschland“ in Kassel kam es 1958 zu einem aufwändig gestalteten, neuen Wandrelief der sogenannten „Traditionsgemeinschaft“.
Eine weitere Tafel, die an die Kriegsdienstverweigerer des Zweiten Weltkrieges erinnert, wurde 1987 angebracht. Nach mehrjähriger Debatte und auf der Grundlage einer historisch-wissenschaftlichen Studie beschloss die Stadt Kassel, das Gedenken an diese Gruppe von Menschen mit einer Gedenktafel zu unterstützen. Lange wurde über den Text (ursprünglich „ehrendes Angedenken“, schlussendlich dann „Erinnerung“) und den Standort (ursprünglich im Denkmal auf dem Weinberg [„Den Vernichteten“] – schlussendlich in der historischen Gedenkstätte in der Karlsaue) gestritten. Der Text wurde im Februar 1985 beschlossen. Die Einweihung wurde am 9. Mai 1987 zusammen mit Hermann Gail vollzogen. Sein Bruder Alfred war fast genau 42 Jahre vorher, nämlich am 10. Mai 1945 auf einem Marineschiff in der Geltiger Bucht in der Ostsee vor Norgaardholz erschossen worden und gehört somit zu den letzten Deserteuren aus Kassel, denen die Gedenktafel gewidmet ist.
Die Gedenktafel (Bronze, ca. 95 × 60 cm) war die erste ihrer Art in Deutschland. Bei der Einweihung fehlten einige konservative Parteien und die Bundeswehr aus Protest, weil „Desertion nicht grundsätzlich akzeptiert werden“ könne und Schlussfolgerungen für die Gegenwart „nicht begrüßt werden“ könnten. Ein gemeinsames Denkmal für Gefallene und Verfolgte sei „zur Zeit nicht sinnvoll“. Nach Auflösung der nordhessisch/südniedersächsischen 2. Panzergrenadierdivision der Bundeswehr Ende März 1994 wurde in direkter Nähe zur Tafel für die Opfer der Militärjustiz eine stark verwitterte Sandsteinplatte durch ein Gedenken an die in den Jahren 1956 bis 1994 „im Dienst verstorbenen Soldaten“ ersetzt. Nachdem das Hessische Ministerium für Wissenschaft und Kunst im Jahre 2022 angekündigte, dass diese Tafel, die als einzige in der Anlage einem Nachkriegs-Bundeswehrverband gewidmet war, an einen anderen Ort versetzt werden müsse, ist der ursprüngliche Standort seit 2023 nur noch eine leere Fläche.
Im Jahr 2003 ging durch einen Grundstückstausch der Besitz der Denkmalsanlage von der Stadt Kassel auf das Land Hessen über.
Gedenktafeln

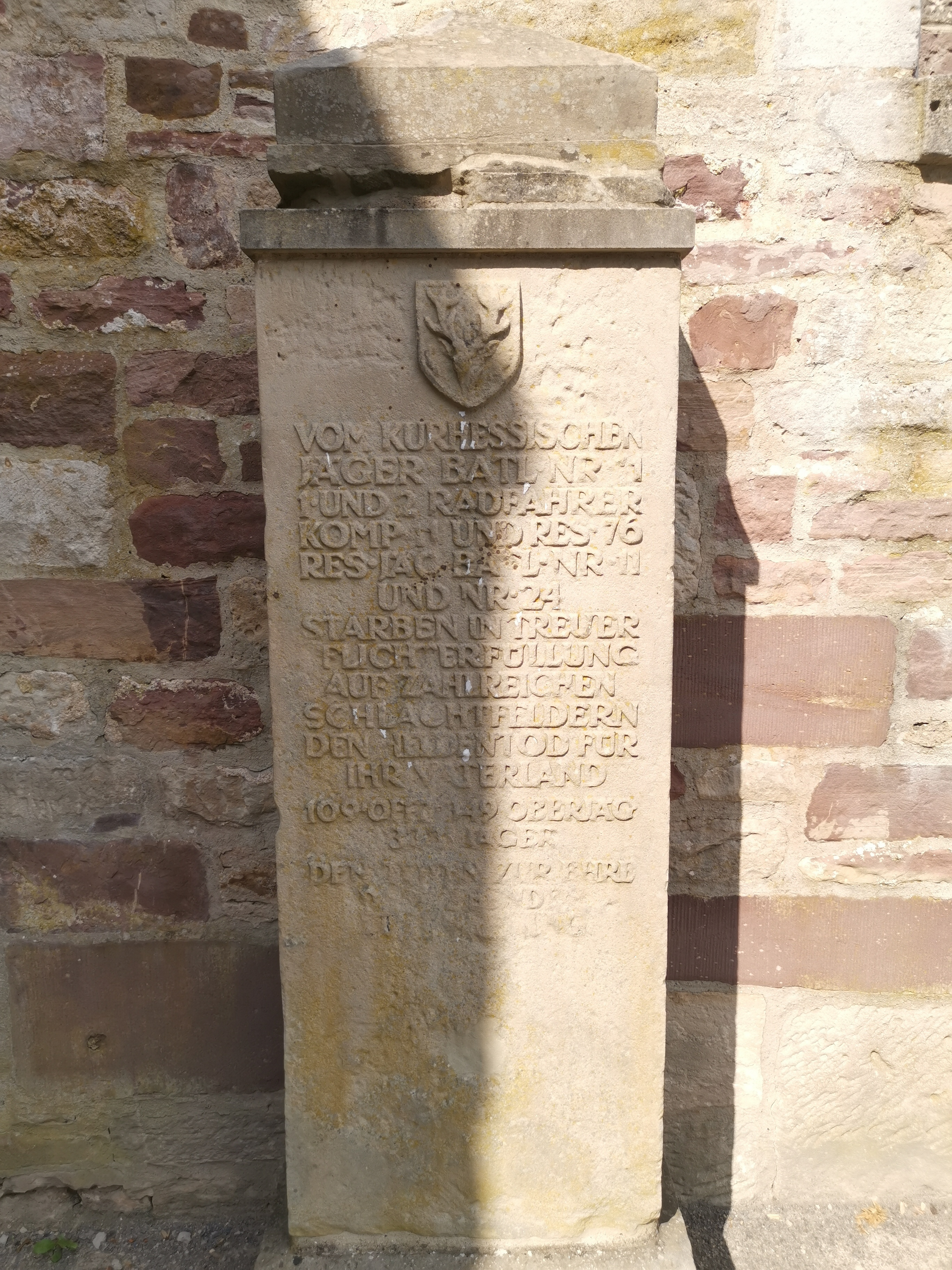
Der Gedenkstein der Radfahrerkompanie
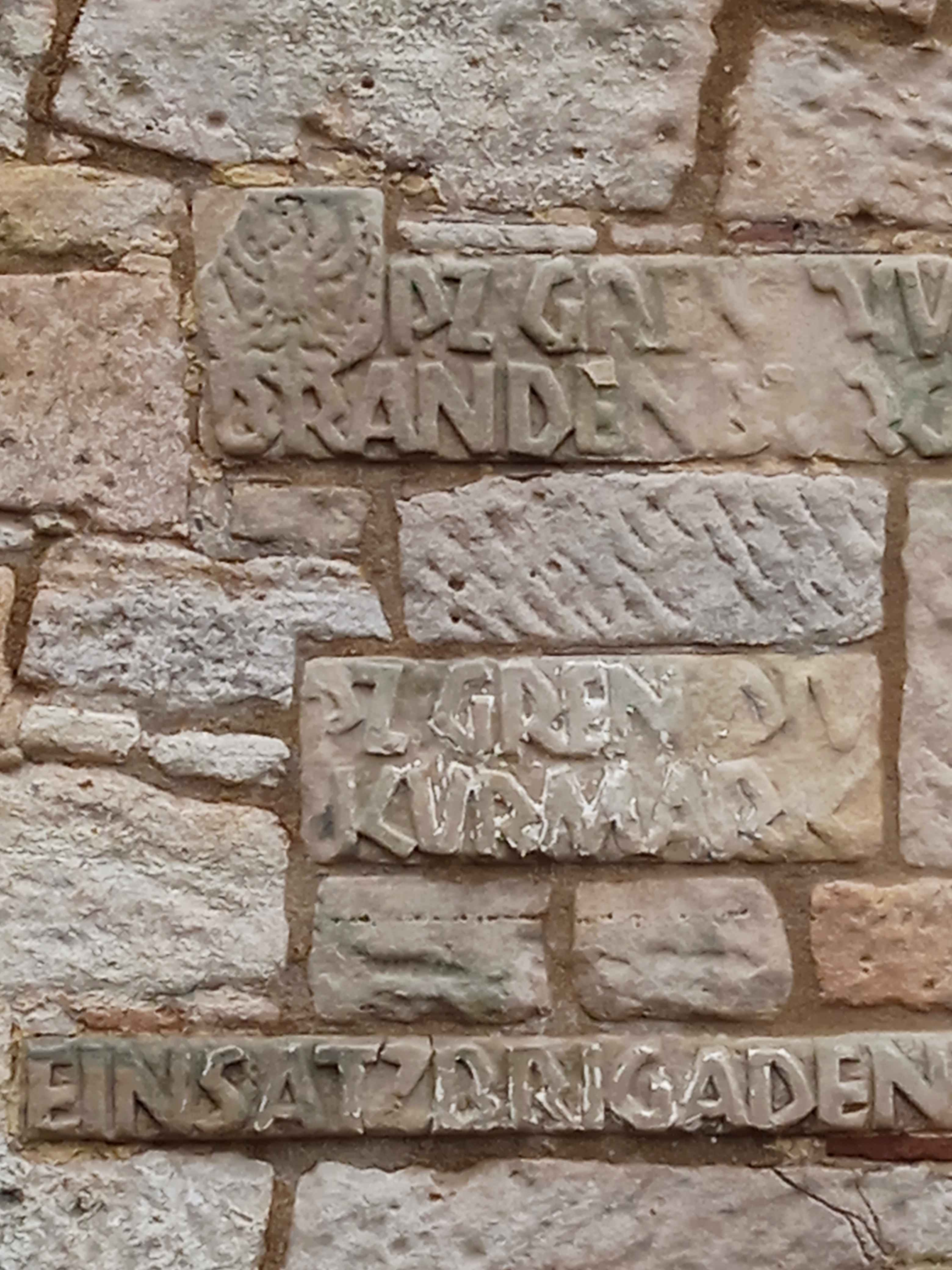
Gedenk-Relief für die Panzergrenadierdivision Brandenburg und die Einsatzbrigaden
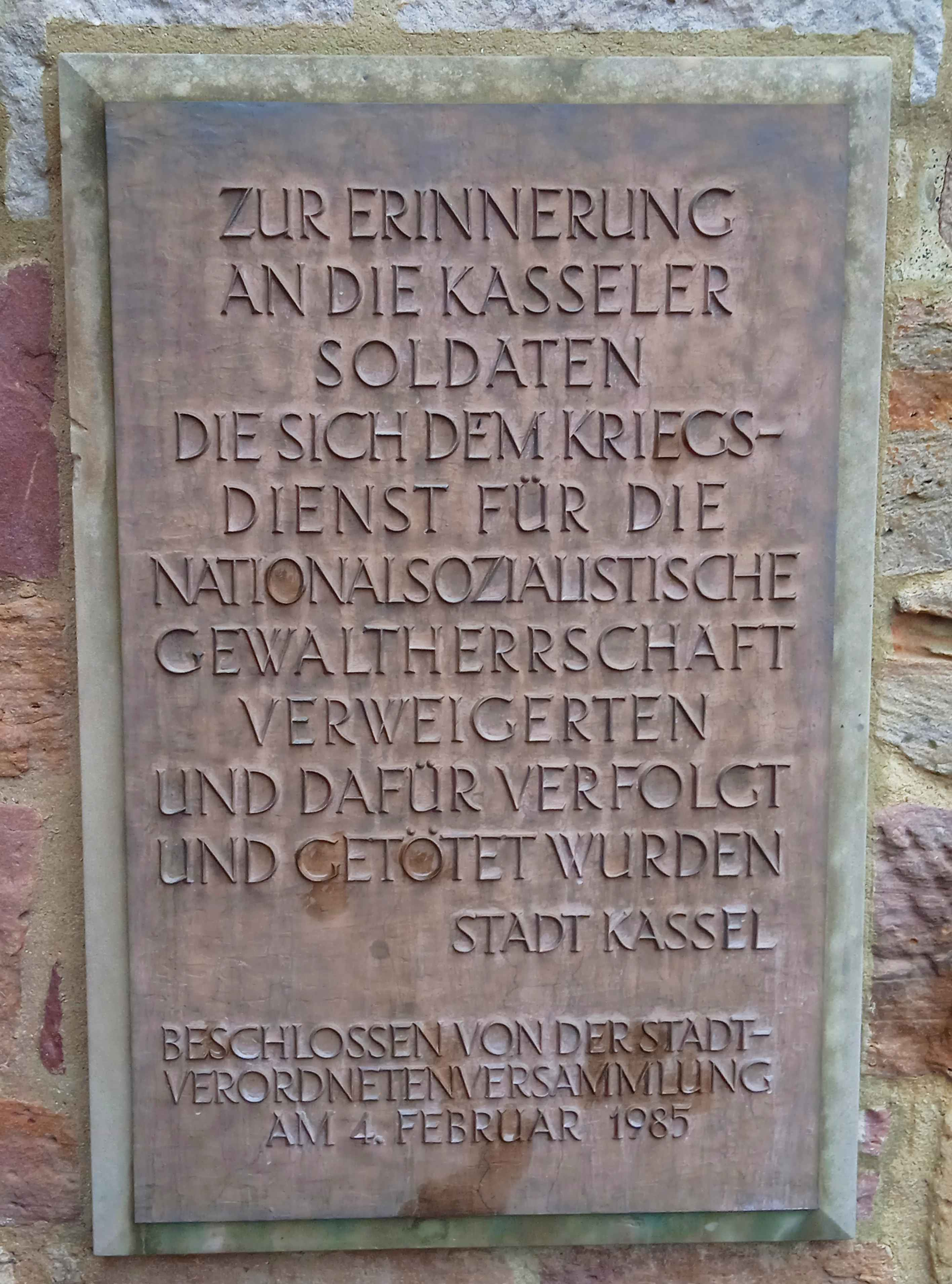
Die Tafel für Kriegsdienstverweigerer, Deserteure und Widerständler
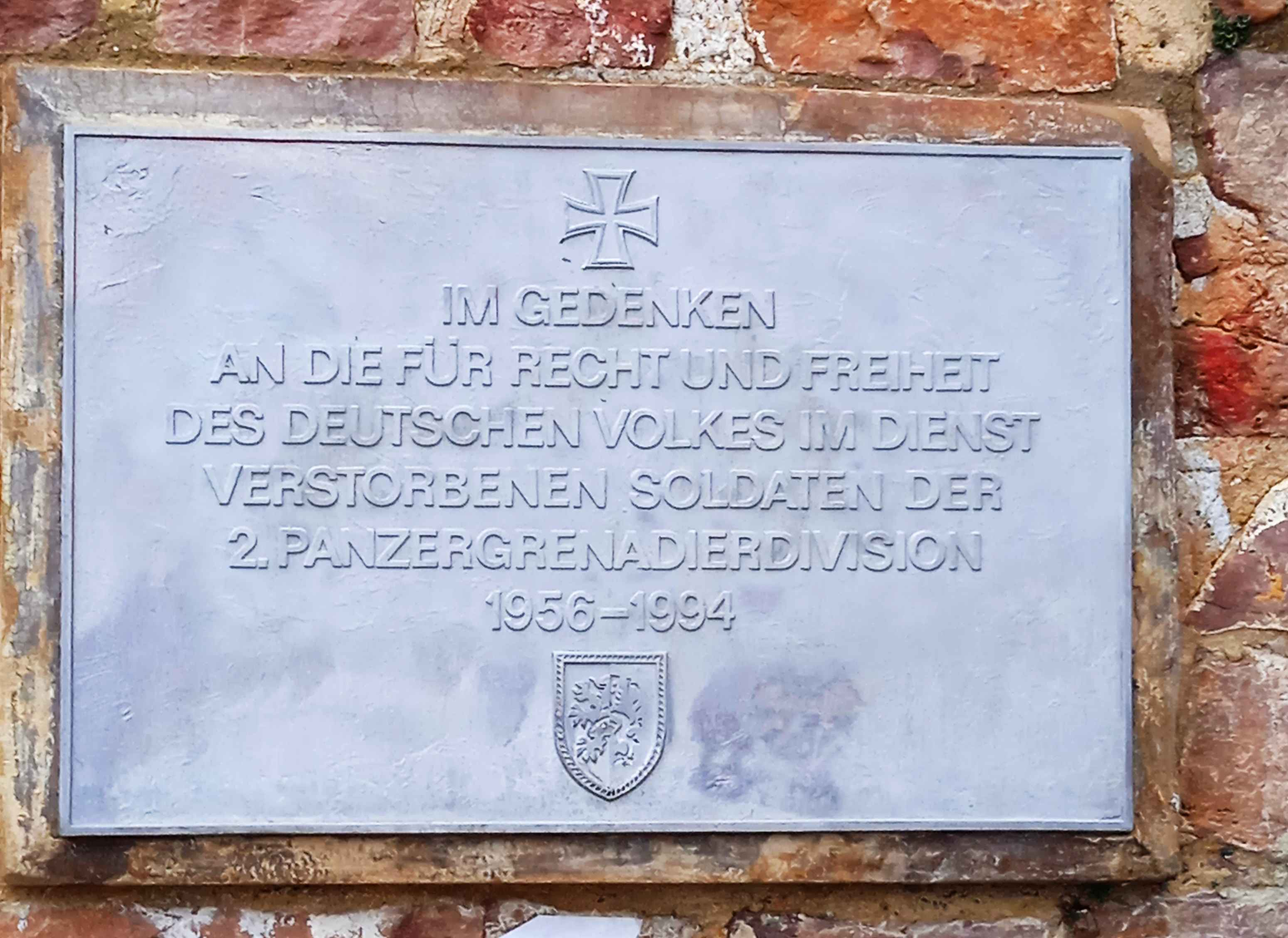
Die Tafel der 2. Panzer- grenadierdivision, die von 1995 bis 2023 im Mahnmal hing
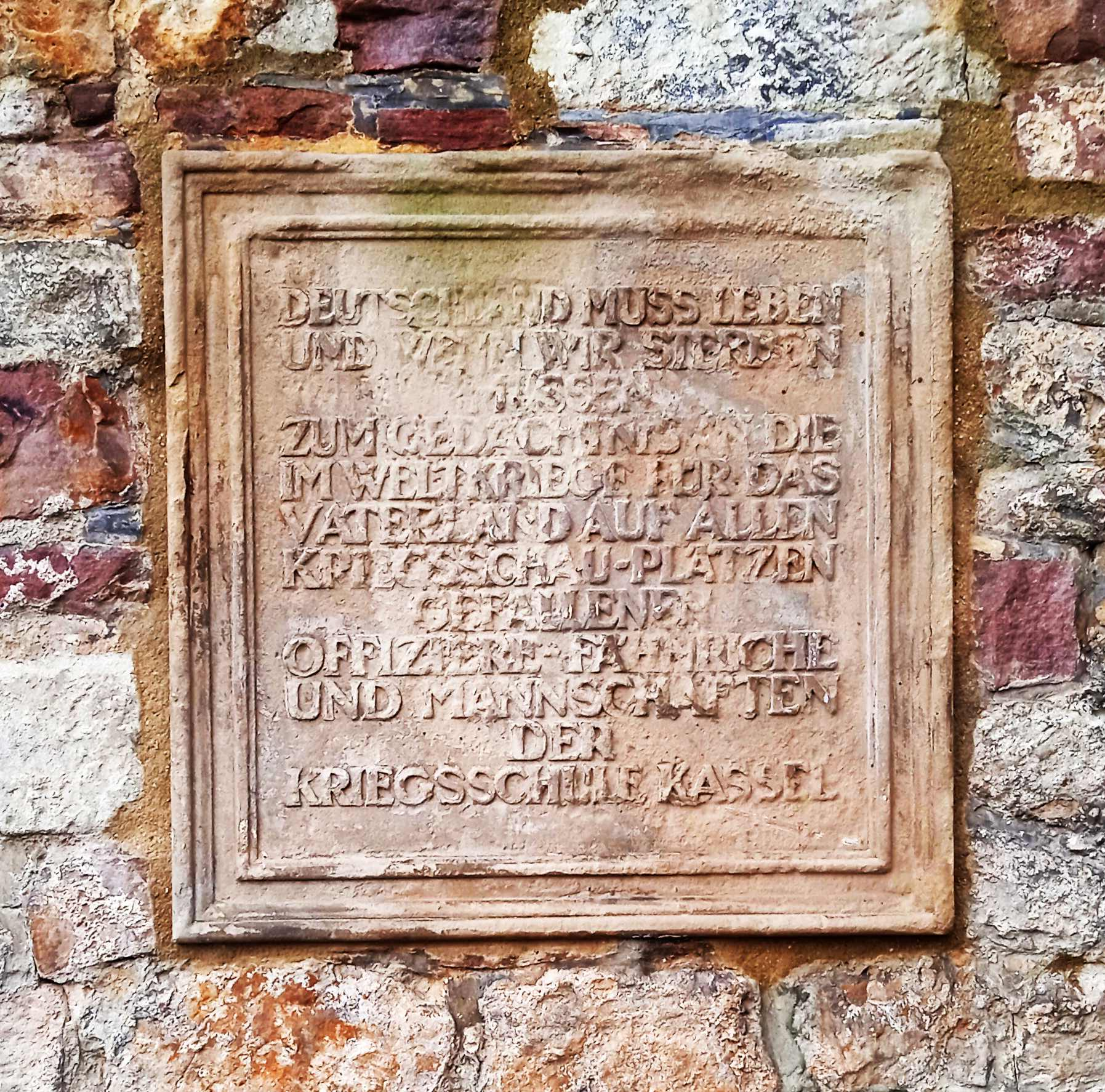
Die Steintafel der Kriegsschule Kassel
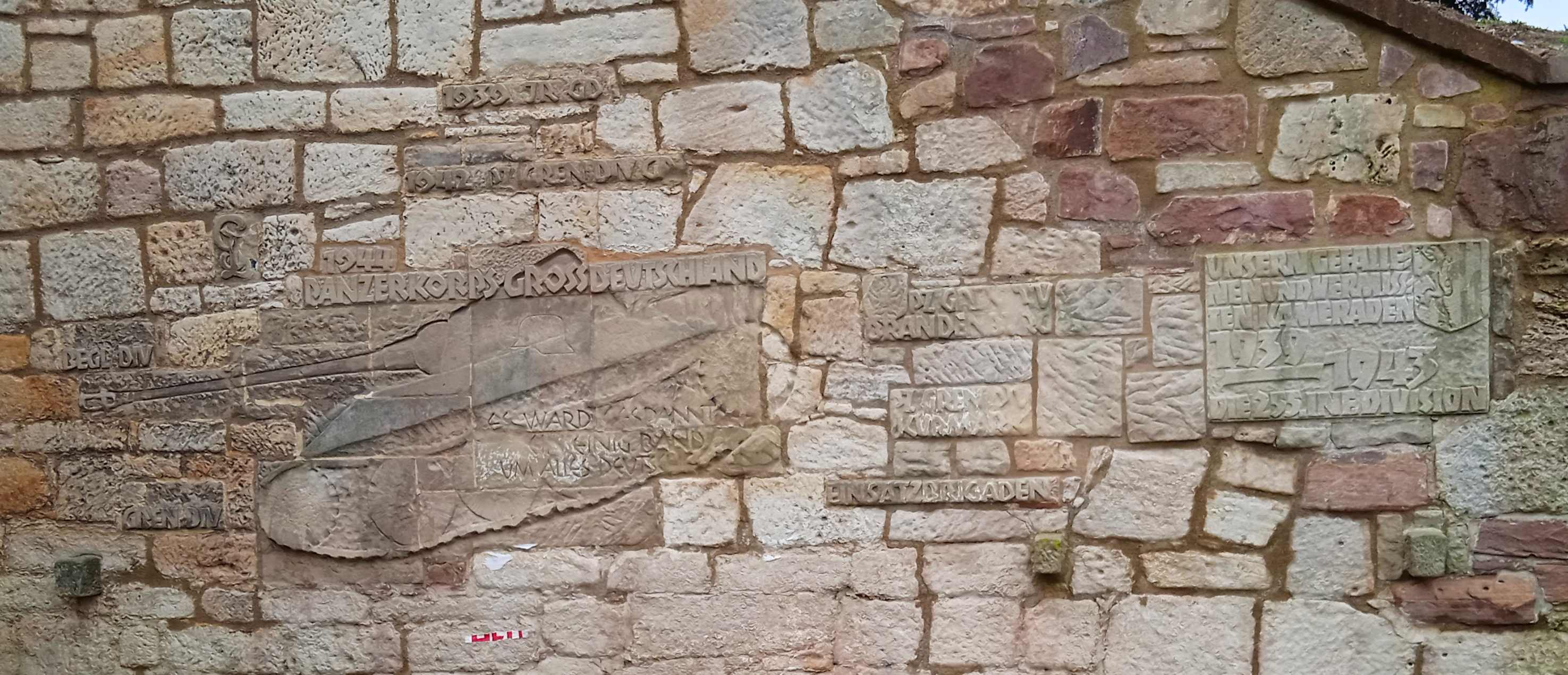
Das 1958 angebrachte Relief des Panzerkorps Grossdeutschland

## Kontroverse Themen

### Die Gedenktafeln nennen militärische Einheiten
Die Geschichte von 1920 bis heute ist auch eine Folge von aufeinanderstoßenden unterschiedlichen Standpunkten. Sie prallen in Kassel stärker aufeinander als anderswo, weil hier das Denkmal Einheiten anstatt Namen nennt. Das ist in Deutschland außergewöhnlich. Die Sichtweisen werden wiedergegeben, nicht befürwortet oder abgelehnt; tatsächlich spiegeln sich in ihnen auch Veränderungen in der Gesellschaft in Bezug auf das Gedenken an Kriege und deren Opfer wider. Der bekannte Satz von Fritz Bauer fasst zusammen, was die Kasseler Denkmalsanlage am Auehang leisten könnte: 

„‘Bewältigung unserer Vergangenheit‘ heißt Gerichtstag halten über uns selbst, Gerichtstag über die gefährlichen Faktoren in unserer Geschichte (14. Juli 1962).“

Der Direktor der Museumslandschaft Hessen Kassel, Martin Eberle, zählt im Zusammenhang mit dem Denkmal zwei „heikle Sachen“, erstens, dass das Gedenken hier „Gefallenen gelte, die gleichzeitig Opfer und Täter seien“ und zweitens, dass auch Kompanien geehrt würden, die „eindeutig Täter seien“. Mit dem zweiten Punkt nimmt er Bezug auf die Panzergrenadierdivision Brandenburg, die 1944 aus Truppenteilen zusammengefügt wurde, die zwischen 1940 und 1944 an Kriegsverbrechen beteiligt waren. Unrühmliche Einsätze des „Lehrregiments z.b.V. 800“ und die Beteiligung einer Brandenburg-Einheit an einem Unternehmen gegen Partisanen im Raum Rieti/Leonessa (Italien, Region Latium) sind belegt. Bei den „Durchkämmungsaktionen“ vom 2. bis zum 7. April 1944 wurden 51 Zivilisten umgebracht. Das Kriegstagebuch der Wehrmacht dokumentiert ein Zahlenverhältnis zwischen den eigenen Toten und den Toten auf Seiten der „Banditen“, das ein wie auch immer geartetes Gefecht unwahrscheinlich erscheinen lässt. Im Ort Leonessa heißt der zentrale Platz inzwischen „Platz des 7. April“ und am Ortsrand erinnert ein Denkmal an die Erschießung.
Abschlussmeldung 7. April 1944 (Bundesarchiv)

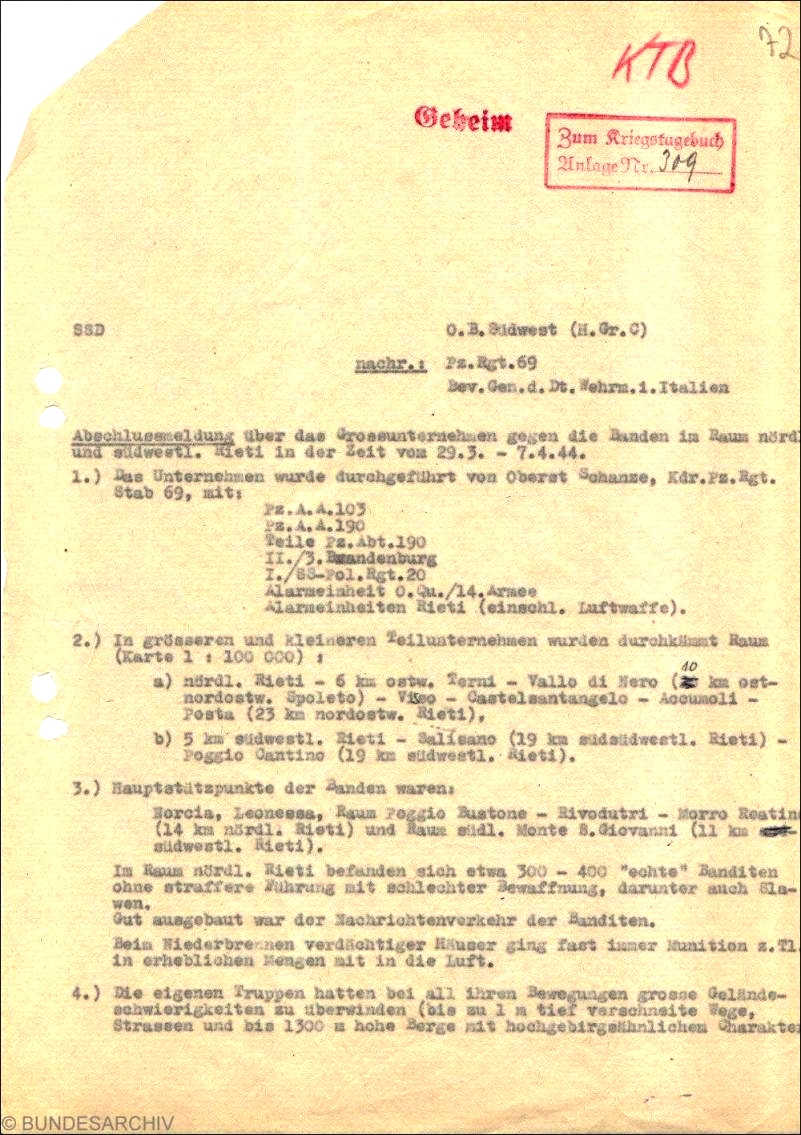
Deutsche Wehrmacht, Kriegstagebuch, Abschlussmeldung 7. April 1944, Seite 1
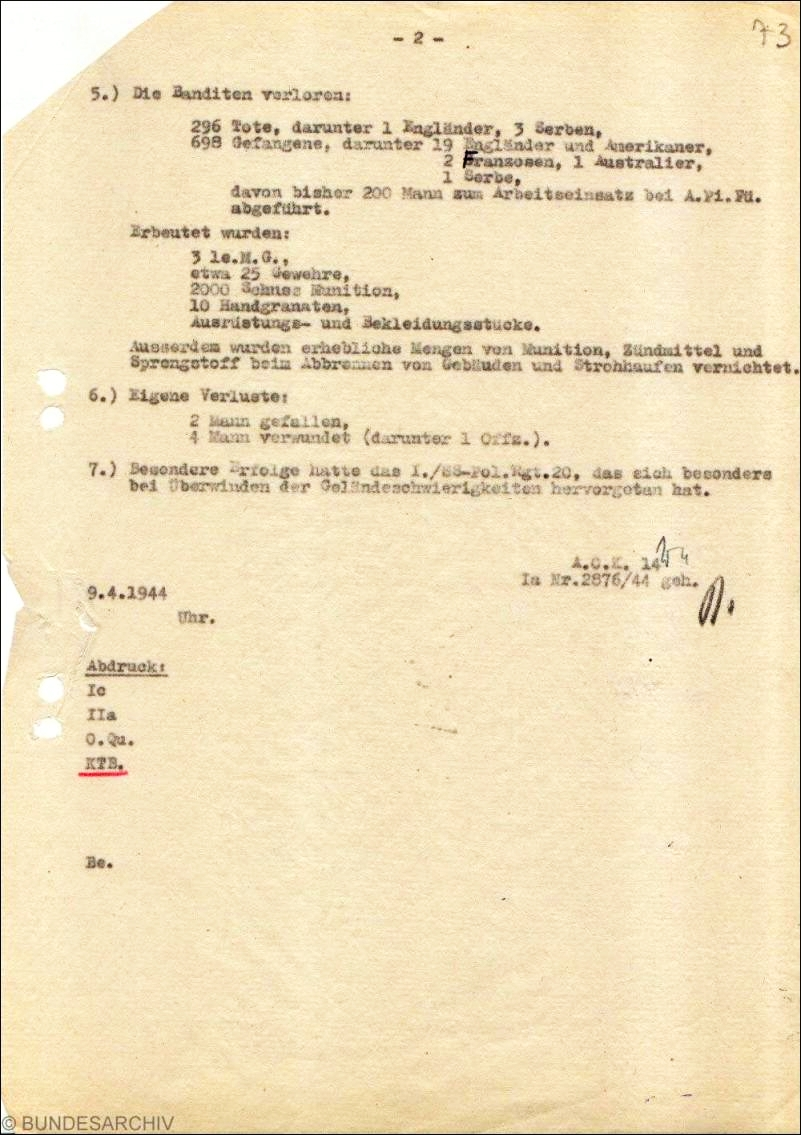
Deutsche Wehrmacht, Kriegstagebuch, Abschlussmeldung 7. April 1944, Seite 2

Die Bundeswehr führte seit den fünfziger Jahren am „Ehrenmal in der Karlsaue“ die Gedenkveranstaltung zum Volkstrauertag in Kassel durch. Seit dem Jahr 2015 übernahm die Reservistenkameradschaft Kassel des Verbands der Reservisten der Deutschen Bundeswehr e. V. die Federführung der Veranstaltung, die nach unverändert strengem militärischem Protokoll bis ins Jahr 2021 fortgeführt wurde. Aufgrund der aktuellen Debatte wurde seitens des Landeskommando Hessen der Bundeswehr im Jahre 2022 beschlossen, keine Gedenkveranstaltungen mehr an diesem Ort durchzuführen. Valentino Lipardi, Vorsitzender der Reservistenkameradschaft Kassel, bedauert, dass mit diesem Beschluss eine jahrzehntelange Tradition beendet worden sei, die bis zuletzt unter großer öffentlicher Anteilnahme stattfand. Für Lipardi ist das Denkmal „ein Mahnmal zum Frieden, ein Ort der Trauer und des Gedenkens“.

### Müll und Zerstörungen
Die Weitläufigkeit der Anlage erleichtert Sachbeschädigungen. Wie ein roter Faden nimmt dieses Thema in der öffentlichen Wahrnehmung einen großen Raum ein.

### Uminterpretation durch ein Künstlerduo
Im Rahmen der documenta 9 des Jahres 1992 stellten Pina und Via Lewandowsky ihre Uminterpretation des Kunstwerkes von Hans Sautter vor. Ihr Werk „Am Ende eines Raumes“ bestand aus einer 3 m langen, 1,10 m hohen und 1,02 m breiten, mit Birkenfurnier beschichteten Holzkiste. Auf einem Zwischenboden in halber Höhe ruhte eine überlebensgroße Figur aus Paraffin, ein Abguss der Skulptur „Der Gefallene“ von Hans Sautter. Während der documenta 9 verbarg die „Gebeinkiste“ des Künstlerduos Lewandowsky die Kalkstein-Figur Sautters. Zu sehen war allein die Abformung in Wachs. Sie sollte an die Unzuverlässigkeit des menschlichen Erinnerungsvermögens erinnern.
Die Traditionsverbände empfanden diese Einbeziehung der Gedenkstätte in eine Kunstausstellung als Skandal. Die „Umdefinition des Ehrenmals“ käme einer Grabschändung gleich. Die Gefallenen würden dadurch „verleumdet, beschimpft und verunglimpft“, was die Angehörigen als barbarisch empfänden. Gegen die künstlerische Aktion wurde eine Klage eingereicht, die aber abgewiesen wurde.